# Ropalidia kurandae
Ropalidia kurandae är en getingart som beskrevs av Richards 1978. Ropalidia kurandae ingår i släktet Ropalidia och familjen getingar. Inga underarter finns listade i Catalogue of Life.